# Ajia Marinuda
Ajia Marinuda (gr. Αγία Μαρινούδα) – wieś w Republice Cypryjskiej, w dystrykcie Pafos. W 2011 roku liczyła 266 mieszkańców.